# Josefina Howard
Josefina Howard là một đầu bếp và chủ nhà hàng người Tây Ban Nha gốc Cuba, người đã giúp phổ biến ẩm thực khu vực Mexico ở New York. Cô thành lập một chuỗi nhà hàng có tên Rosa Mexicano, được mô tả vào năm 1993 là "một trong số ít nhà hàng Mexico sang trọng ở New York", và Howard được ghi nhận mang đến "sự thanh lịch thực sự của thực phẩm Mexico - hương vị quốc tế tinh tế" đến New York.
Howard được sinh ra ở Cuba với cha mẹ người Tây Ban Nha và lớn lên ở Asturias, Tây Ban Nha. Cả hai cha mẹ cô đều bị giết trong cuộc Nội chiến Tây Ban Nha.
Sau đó, cô chuyển đến Mexico, nơi cô sống hơn hai mươi năm, sau đó chuyển đến Hoa Kỳ. Ở đó, quán ăn La Fogata của Howard đã thu hút sự chú ý của Jerry Stein, và sau đó cô đóng cửa để mở một liên doanh có trụ sở tại thành phố New York, nhà hàng Cinco de Mayo, với Stein vào tháng 1 năm 1983. Cô thành lập nhà hàng Rosa Mexicano đầu tiên vào năm 1984 tại thành phố New York. Năm 1996, cô và Placido Domingo mở La Cava de Domingo, cũng ở New York. Đến tháng 5 năm 1997, La Cava de Domingo đã đóng cửa. Năm sau, Howard bị đột quỵ, nhưng vẫn tham gia vào việc mở nhượng quyền thương hiệu Rosa Mexicano mới. Mặc dù Rosa Mexicano thường được mô tả là phục vụ các món ăn Mexico và khu vực chính thống,, Howard tuyên bố vào năm 1986 rằng thành công của những món ăn đó là "... không bao giờ 100%, nhưng nó tốt như thể nó ở bên ngoài Mexico. "  Là một đầu bếp, Howard nổi tiếng với việc phục vụ huitlacoche.
Howard cũng là một nhiếp ảnh gia, người đã có một cuộc triển lãm các tác phẩm của mình tại Viện văn hóa Mexico ở New York năm 1996.
Vào tháng 1 năm 1998, Howard đã xuất hiện trên Martha Stewart Living. Cuối năm đó, một cuốn sách mà cô viết: " ROSA MEXICANO: A Autinaryography", được xuất bản bởi Viking Press. Howard mất năm 2005.

## đọc thêm
- ROSA MEXICANO: Một cuốn tự truyện ẩm thực (Viking Press 1998) ISBN 9780670879427